# Religionistika

Symboly představují (zleva doprava):
1. řada: křesťanství, judaismus, hinduismus
2. řada: islám, buddhismus, šintoismus
3. řada: sikhismus, bahá'í, džinismus

Religionistika (z latinského slova religio) je věda, která se zabývá studiem náboženství. Jejím předmětem není rozhodování o pravdivosti jednotlivých náboženství, nýbrž popis a klasifikace jednotlivých náboženských skutečností i celých náboženských systémů. Zkoumá však i samu sebe, své meze a metodologické možnosti.
Jedním z problémů religionistiky jako vědy zůstává definice náboženství a s ní spojený problém definice samotné religionistiky. Věda sama používá různých metod v závislosti na škole, která se jí věnuje; odtud pramení i jisté rozdíly mezi těmito přístupy v religionistice. K základním religionistickým postupům při zkoumání náboženství patří historická a srovnávací (komparativní) religionistika. Religionistika také hojně využívá hledisek jiných věd, ze kterých jsou dnes již relativně samostatné disciplíny jako filozofie či sociologie náboženství (pak se jedná o tzv. kontextuální religionistiku).
Formování religionistiky jako vědy souviselo s dobou osvícenství, a to zvláště v Anglii, Nizozemsku, Německu a Skandinávii. Vznik religionistiky jako samostatného oboru studia spadá do druhé poloviny 19. století a za jejího zakladatele se považuje Friedrich Max Müller. Nejdříve se začala vyčleňovat na teologických fakultách, avšak brzy dokázala prosadit svou nezávislost na teologii a dnes se vyučuje zejména na filozofických fakultách.

## Dějiny religionistiky
Objektivizující pohled na náboženství je možný až na určitém stupni sociálního a kulturního vývoje. Jestliže je společnost schopna reflektovat cizí a zejména své náboženství, je pak také schopna rozlišovat mezi náboženským a profánním světem. V evropských dějinách se to výrazněji poprvé podařilo v řecké a římské antice. Z historie jsou sice známé i dřívější možné mezináboženské kontakty, ale jsou spíše vedlejším produktem obchodu, politických cest či vojenských tažení. Starověké Řecko a Řím se považuje za kolébku náboženských výzkumů zejména proto, že zde vznikaly první teorie o vzniku a původu náboženství, objevily se první filozofické úvahy o podstatě náboženství apod.

### Starověké Řecko a Řím
Zvláštním rysem reflexe náboženství v antickém Řecku byla kritika náboženství. První velké kritiky náboženství směřovaly ke kritice náboženského antropomorfismu, jejich představitelem je Xenofanés z Kolofóntu se svým známým přirovnáním o zvířatech, lidech a bozích.
Filozof Prodikos z Keu vytvořil první známou racionalistickou teorii vzniku náboženství. Podle ní v dávné minulosti lidé uctívali věci, které nejvíce napomáhaly životu (slunce, oheň, řeka či les), z čehož se postupně vyvinulo náboženství. Řecká kritika pokračovala v díle např. Sisyfa a Kritia. Vrcholným představitelem antického zkoumání vlastního náboženství byl Hérodotos z Halikarnásu, známý také jako „otec dějin náboženství“. Hérodotos mnoho cestoval a jeho poznatky z cest jsou vůbec prvním pokusem o zaznamenání dějin náboženství.

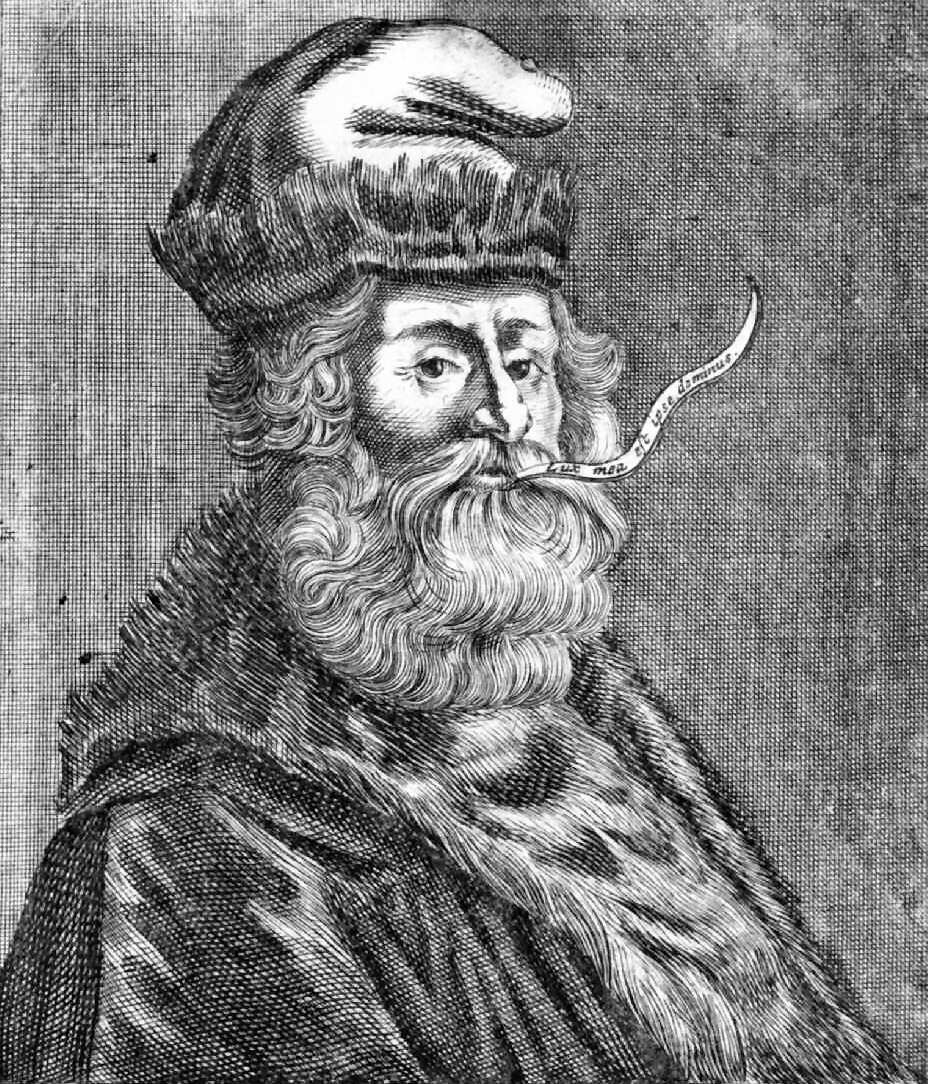
Ramón Llull (1232–1315), jeden z prvních Evropanů, který se pokusil o navázání mezináboženského kontaktu

V helénistickém období byli Řekové přímo konfrontováni s odlišnými náboženskými systémy, a to především následkem vojenských tažení Alexandra Velikého. Z této doby se zachovaly spisy Cicerona i Caesara, které popisují různá náboženství odlišná od náboženství řeckého.

### Středověk
Křesťanský středověk se mimokřesťanskými náboženskými systémy příliš nezabýval a soustředil se na vlastní křesťanskou tradici. Informace o jiných náboženstvích se dochovaly zejména v zápiscích z cest křesťanských misionářů. Jedním z prvních Evropanů, kteří se pokusili navázat významnější mezináboženský kontakt byl Ramón Llull, jenž se snažil mladé misionáře vyučovat orientálním jazykům a mezináboženské diplomacii. Církev však jeho snaze o navázání dialogu nepřála. Llull ovlivnil ať už přímo nebo nepřímo mnoho následovníků, např. Mikuláše Kusánského, Giordana Bruna a další.

### Osvícenství a romantismus
V osvícenství se zájem o náboženství opět soustředil na kritiku náboženství, především křesťanství. V 17. století se objevil deismus, tehdy populární zejména v Anglii. Deismus se stal výchozím bodem pro kritiky náboženství, jako Voltaire či J. J. Rousseau. Tehdy také vznikaly první pokusy o sekularizaci a racionalistickou kritiku dějin náboženství. Když v polovině 18. století Charles de Brosses vytvořil koncept fetišismu, začalo se více diskutovat o možnostech evoluce či degenerace náboženství.
Důležitou roli sehrála německá osvícenská kritika náboženství, zejména Christian Wolff, Johann Salomo Semler, Gotthold Ephraim Lessing a Hermann Samuel Reimarus. Významný přínos v dějinách náboženské kritiky měl David Hume se svými pracemi The Natural History of Religion (Přirozené dějiny náboženství) z roku 1757 a Dialogues Concerning Natural Religion (Rozmluvy o náboženství přirozeném), vydané v roce 1776. Byl to právě David Hume spolu s Immanuelem Kantem a G. W. Leibnizem, kdo položili základy teorie tzv. přirozeného náboženství, které mělo existovat na počátku dějin a které se až díky postupnému úpadku přetvořilo do nynějších náboženských systémů.
S romantismem přišel do Evropy zájem o východní náboženské tradice, započal výzkum mytologií mimoevropských národů a mysterijních kultů. Klíčový význam měl Johann Gottfried Herder, díky němuž vznikl tzv. göttingenský kroužek, který se zasadil o to, že se křesťanská teologie začala zajímat i o nekřesťanské náboženské systémy.
Na počátku 19. století vznikly dvě hlavní orientace náboženského bádání. Směr kolem F. D. E. Schleiermachera a G. W. F. Hegela se snažil o pochopení náboženství na metafyzicko-teologickém základu. Proti nim stáli Ludwig Feuerbach a Karl Marx, kteří se snažili o uchopení náboženství jako antropologické či ekonomické skutečnosti.

### Religionistika jako vědní obor
Religionistika mohla vzniknout až když se dostatečně rozvinuly jiné obory, které jí poskytly potřebný materiál. Za zakladatele religionistiky jako akademické disciplíny jsou považováni Pierre Daniel Chantepie de la Saussaye, Cornelis Petrus Tiele a především Friedrich Max Müller.

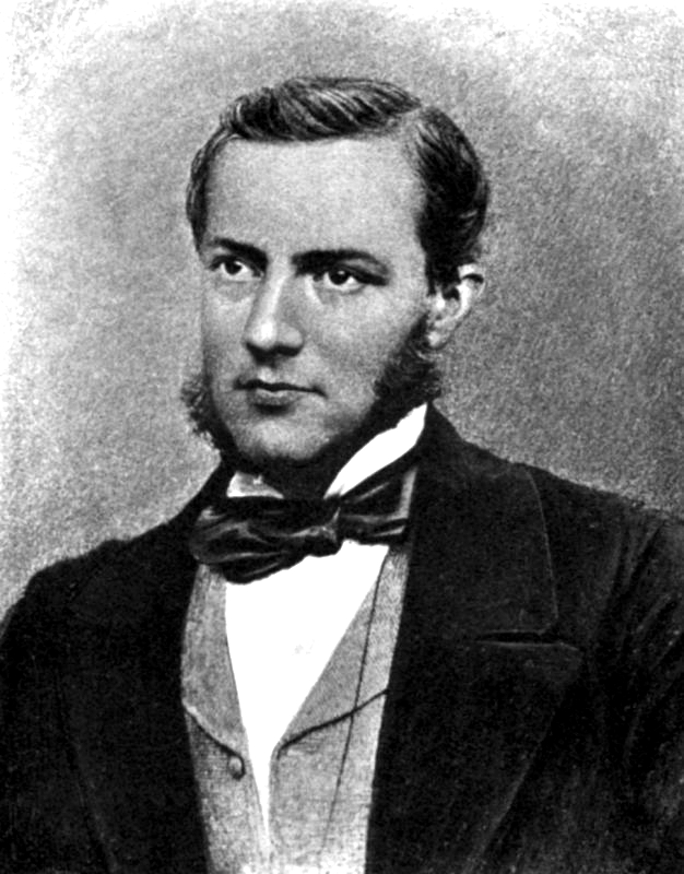
Max Müller (1823–1900), který stál u zrodu religionistiky jako samostatného vědního oboru

Roku 1867 publikoval Max Müller první díl své čtyřdílné práce Chips from a German Workshop (Střípky z německé dílny). Müller v něm volá po založení samostatného oboru, který by se zabýval studiem náboženství (v plurálu). Poprvé se zde také objevuje termín science of religion, tedy „věda o náboženství“ – religionistika.
Müller vyjádřil své názory ve čtyřech přednáškách, které přednesl v Londýně roku 1870. O tři roky později byly vydány knižně pod názvem Introduction to the Science of Religion (Úvod do religionistiky). Tento rok anebo rok vydání Střípků z německé dílny se často uvádí jako datum vzniku religionistiky. Nejen díky velkému ohlasu, jaký jeho přednášky vzbudily, pak Müller dál usiloval o založení nového vědního oboru. Když roku 1878 vypsal přednášky o počátcích náboženství, musel je opakovat dvakrát, protože kapacita posluchárny nestačila. Završením cesty k nové akademické disciplíně byly tzv. Giffordovy přednášky ve Skotsku. Lord Gifford ve své závěti určil částku 80 000 liber na podporu přednášek o dějinách náboženství s podmínkou, že budou konány přísně vědeckým, nestranným způsobem. To umožnilo finančně zajistit i příjezd badatelů do Skotska a přednášky se opět setkaly s velkým ohlasem. Roku 1896 tak vystoupil i Cornelis Petrus Tiele, který přispěl k formování religionistiky svým dílem o komparativních dějinách starověkých náboženství i tím, že napomohl k rozvinutí koncepce dějin náboženství.

### Institucionalizace
První katedry dějin náboženství vznikly roku 1873 v Ženevě a Bostonu. V roce 1877 se v Nizozemsku otevíraly katedry na všech teologických fakultách, celkem čtyři. Na univerzitě v Leidenu se do čela postavil C. P. Tiele a na univerzitě v Amsterdamu byl od roku 1878 vedoucím P. D. Chantepie de la Saussaye. V roce 1879 byla ve Francii zřízena první profesura, kterou obdržel A. Réville. Dále byly otevírány katedry religionistiky v Belgii (1884), Švédsku (1901), Velké Británii (1904), Německu (1910), Dánsku (1914), Norsku (1915) a Itálii (1924). V současné době je religionistika zastoupena ve většině zemí Evropy i mimo ni – silnou pozici si vybudovala např. na Hebrejské univerzitě v Jeruzalémě a na univerzitě v Tokiu.
Již od počátku 20. století probíhala kongresová setkání religionistů, avšak oficiální výbor byl ustaven až roku 1950 v Amsterdamu. Dostal název International Association for the Study of the History of Religion (Mezinárodní asociace pro studium dějin náboženství) (IASHR), do jeho čela se postavil nizozemský religionista Gerardus van der Leeuw. Ještě téhož roku však zemřel a funkce se ujal Raffaele Pettazzoni. Roku 1970 se asociace přejmenovala na International Association for the History of Religion (Mezinárodní asociace pro dějiny náboženství) se zkratkou IAHR. Existuje i Evropská asociace pro studium náboženství, European Association for the Study of Religions (EASR).

## Současnost
V posledních desetiletích se religionistické bádání rozrůstá do téměř nepřehledné šíře. Většina religionistů se specializuje na určité velmi úzké téma, málo je prací syntetického charakteru. Významným moderním syntetikem byl Mircea Eliade, o jehož rozsáhlé práci se dodnes hojně diskutuje, dále vynikl například francouzský badatel Georges Dumézil.
V současné době religionistiku reprezentují badatelé jako např. Jacques Waardenburg, William E. Paden a Jonathan Z. Smith.
Religionistika dnes již do jisté míry rezignovala na vytvoření obecně platné definice náboženství. To problematizovalo definici, že religionistika je věda o náboženství. Přesnější je definovat ji jako vědu o člověku a produktech jeho myšlení, mezi něž patří i to, co nazýváme náboženstvím.
Rovněž tak se religionisté shodují, že postmoderní doba přináší nové impulsy, které přesahují původní rámec zkoumání, ale pole zájmu religionistiky tak rozšiřují.

## Metodologie
V religionistice se užívá množství různorodých metod zkoumání. Sem patří filozofické přístupy, sociologické a historické metody, indukce, pozorování a mnoho dalších. Dílčí podobory navíc využívají své speciální metody, např. psychologie náboženství fakta z osobních dotazníků, sociometrie, atd.
Jako i ostatní obory zabývající se náboženstvím bývá i religionistika stavěna před otázku, zda se jedná o vědu, zejména pokud jde o předporozumění vědců zkoumajících jednotlivé fenomény. Tedy například to, jestli sami religionisté se hlásí k některému druhu náboženství či spirituality.
Východiska pro systematizaci religionistiky je možné rozdělit do tří skupin:
1. historická religionistika,
2. srovnávací religionistika,
3. kontextuální religionistika.

Zvláštní místo patří fenomenologii a hermeneutice náboženství. Své místo si vydobyla i kognitivní religionistika.

### Historická religionistika
Historická religionistika zachycuje projevy náboženství v čase a prostoru. Shromažďuje informace o jednotlivých formách náboženství minulosti, a snaží se z dějinného hlediska uchopit utvářející se formy náboženství. Vznik historické religionistiky se datuje do 19. století a byl poznamenán tehdejší atmosférou. Všeobecný zájem o dějiny se promítl i do zájmu o dějiny mimokřesťanských náboženství. Významným momentem byla změna anglického názvu History of Religion na History of Religions. Zájem badatelů se brzy obrátil ke studiu pramenných textů jednotlivých náboženství ve snaze podpořit tehdy populární hypotézy o vzniku náboženství. Snaha o historické uchopení náboženství se odráží v díle mnoha religionistů, např. Rudolfa Otta, Mircea Eliadeho a Jacques Waardenburga.

### Srovnávací religionistika

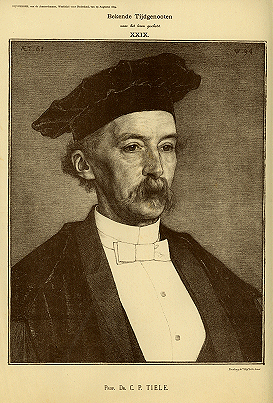
Cornelis Petrus Tiele (1830–1902), jeden ze zakladatelů oboru religionistika

Srovnávací neboli komparativní religionistika různé náboženské jevy porovnává. Proces srovnávání však nekončí nalezením rozdílů a podobností; jakmile jsou detailně prozkoumány jednotlivé náboženské skutečnosti, umožňují sestavení obecných vzorců, které lze zpětně aplikovat na jiné, podobné náboženské jevy, jež by bez těchto vzorců mohly být nesrozumitelné. Srovnávací studium náboženství tak můžeme vystopovat až k samotnému zakladateli religionistiky Maxu Müllerovi a v oboru snad neexistují badatelé, kteří by se srovnávací perspektivě vyhnuli. Proto je také obtížné určit hlavní představitele srovnávací religionistiky. Patřili by mezi ně jistě již zmiňovaný Friedrich Max Müller, dále Cornelis Petrus Tiele, Georges Dumézil, Raffaele Pettazzoni, Mircea Eliade či James Frazer.

### Kontextuální religionistika
Kontextuální religionistika zkoumá náboženství v určitém kontextu. Obraz, který člověk získá při zkoumání náboženství, totiž vždy závisí na tom, z jaké perspektivy na něj pohlíží.

### Přehled základních kontextuálních disciplín

#### Filozofie náboženství
Filozofie náboženství se zabývá vztahem náboženství a filozofického myšlení. Určitý typ filozofie náboženství vznikl už v antice, avšak tehdejší filozofické snahy o uchopení náboženství se soustředily výhradně na západní náboženské tradice. Totéž platilo i pro středověk a až do doby osvícenství, tedy do doby vzniku „moderní“ filozofie náboženství. Toto omezení na výhradně západní zkoumání náboženství bylo způsobeno zejména tím, že západní filozofii chyběla základna pro srovnávací studium. Filozofie náboženství pomáhá k řešení religionistických otázek jak analýzou pojmů a zdrojů náboženského poznání, tak i sobě vlastní metodologií. Pro ranou religionistiku znamenala filozofie náboženství mocný impulz. Novodobí představitelé filozofie náboženství jsou například Rudolf Otto, Friedrich Heiler či Břetislav Horyna.

#### Sociologie náboženství

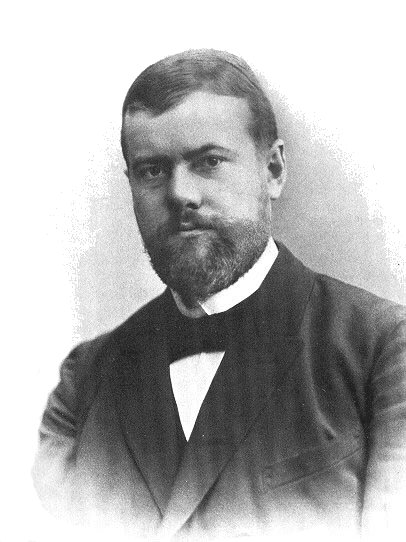
Max Weber (1864–1920), jeden ze zakladatelů sociologie náboženství

Sociologie náboženství zkoumá sociální determinovanost (předurčenost) náboženství, důvod jeho vzniku a působení, jeho prvky a strukturu. Dále se zabývá místem, funkcí a rolí náboženství v sociálních systémech včetně zpětného vlivu sociálních systémů na náboženství. Za vlastní zakladatele sociologie náboženství se považují Émile Durkheim a Max Weber. Její dějiny lze rozdělit do tří období:
1. předklasické období (Auguste Comte, Karel Marx, Herbert Spencer),
2. klasické období (Émile Durkheim, Max Weber, Bronisław Malinowski),
3. současné období (Joachim Wach, Niklas Luhmann, J. Milton Yinger).

#### Psychologie náboženství
Psychologie náboženství vznikla na začátku 20. století, kdy američtí badatelé Edwin Diller Starbuck a James Henry Leuba prováděli dotazníkový průzkum o konverzích. V roce 1902 vydal William James knihu Druhy náboženské zkušenosti (The varieties of religious experience). George Wobbermin ji přeložil do němčiny a stal se zakladatelem psychologie náboženství v německy mluvících zemích. Značný přínos měla psychoanalýza a hlubinná psychologie a jejich představitelé Sigmund Freud a Carl Gustav Jung. Freud vnímal náboženství jako iluzi, kterou si člověk vytváří sám, aby se cítil v bezpečí. Naproti tomu měl Jung k náboženství afirmativní (pozitivní) poměr, a spatřoval v něm studnici archetypů, ze které může lékař čerpat užitečné paralely. Z psychologie náboženství metodologicky vycházeli badatelé jako Rudolf Otto, Gerardus van der Leeuw či Friedrich Heiler.

#### Antropologie náboženství
Antropologie náboženství vznikla přibližně ve stejné době, kdy vznikly religionistika i antropologie jako samostatné obory. Její rozvoj podpořil zejména evolucionismus navazující na Charlese Darwina. Antropologie náboženství staví především na etnologických a antropologických výzkumech ve snaze objasnit takové jevy jako šamanismus, animismus, magie, kult předků apod. Zakladatelem antropologie náboženství byl Edward Burnett Tylor. V německé oblasti patřili k nejvýznamnějším představitelům Leo Frobenius a Wilhelm Schmidt. Antropologie náboženství se vyvinula do dvou hlavních směrů. Prvním je strukturálně funkcionalistický, reprezentovaný mimo jiné Bronislawem Malinowskim a Edwardem Evans-Pritchardem, představitelem sociální antropologie. Druhý směr staví na strukturální antropologii a je spojován s Claude Lévi-Straussem. Do antropologie náboženství výrazně zasáhl i James Frazer svým dílem Zlatá ratolest (The Golden Bough). Novější generaci antropologů náboženství představují např. Mary Douglas či Clifford Geertz, představitel symbolického směru.

#### Geografie náboženství
Geografie náboženství zkoumá spojitosti mezi zeměpisným prostředím a náboženstvím, vliv zemského povrchu, podnebí, půdy apod. na jednotlivé náboženské procesy a jevy. Počátek geografie náboženství spadá do 16. století. Tehdy se začala rozvíjet zejména církevní geografie (mapování expanze křesťanství) a biblická geografie (pokusy o lokalizaci biblických míst). Vývoj geografie náboženství se dále rozvíjel v podobném duchu až do 60. let 20. století. Tehdy nastal průlom, kdy se americký badatel D. E. Sopher a německý etnograf M. Büttner začali dovolávat většího a širšího využití geografie náboženství. Büttner vypracoval tzv. bochumský model, který se zabývá právě vzájemným působením náboženství a geografického prostředí. V současné době se geografie náboženství pěstuje hlavně v Polsku, Německu a USA. K nejvýznamnějším představitelům v Německu patří Manfred Büttner, v Polsku Antoni Jackowski a ve Spojených státech D. E. Sopher.

### Fenomenologie náboženství
Na rozdíl od historické religionistiky se fenomenologie náboženství zabývá vzájemným vztahem a uspořádáním náboženských jevů. Jako první užil výraz fenomenologie náboženství Pierre Daniel Chantepie de la Saussaye v roce 1887; v té době se však neujal ani název, ani metoda. Uznání se oboru dostalo až když takřka o čtyřicet let později vydal Gerardus van der Leeuw své dílo Úvod do fenomenologie náboženství. Van der Leeuw je tak považován za zakladatele oboru. Podnětem pro jeho vznik byl obrovský nárůst etnografických, archeologických a filologických výzkumů, a tedy i shromážděného materiálu, se kterým bylo třeba systematicky pracovat a uspořádat jej. Fenomenologie se k tomu jevila jako dobrý nástroj.

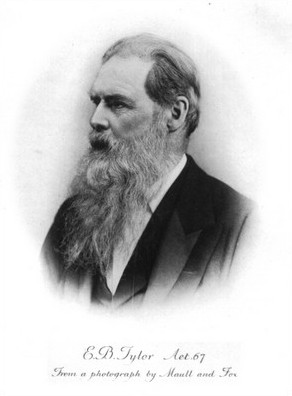
Edward Burnett Tylor (1832–1917), zakladatel antropologie náboženství

K nejvýznamnějším představitelům patří mimo van der Leeuwa i Friedrich Heiler, Joachim Wach či Mircea Eliade.

### Hermeneutická religionistika
Hermeneutická religionistika neboli hermeneutika náboženství si klade za cíl vyložit smysl a význam náboženství, a to jak v dílčích aspektech, tak v globálním měřítku. Při jejím vzniku hráli důležitou roli filozofové Wilhelm Dilthey a Martin Heidegger, kteří se zasloužili o vznik klasické hermeneutiky. Za klasické představitele hermeneutiky náboženství lze označit Joachima Wacha a Mircea Eliadeho. Hlavním představitelem současné hermeneutiky náboženství je Jacques Waardenburg, zastánce tzv. aplikované hermeneutiky.

## Religionistika v Česku a na Slovensku

### Československá religionistika
Formování religionistiky v Československu spadá do doby po první světové válce. Ústřední postavou badatelského úsilí se stal Otakar Pertold, který roku 1920 napsal Základy všeobecné vědy náboženské. Z dalších prací té doby byla významná Filosofie náboženství (1921) Josefa Tvrdého či stejnojmenná publikace Emiliána Soukupa (1935). Tvrdý zastával názor, že by se náboženství mělo studovat „zvnějšku“, naopak Soukup tvrdil, že náboženství je záležitostí těch, kteří ho prožívají. V této době se rozvíjel specializovaný výzkum konkrétních náboženství, na kterých se podíleli i českoslovenští výzkumníci, např. zakladatel československé egyptologie František Lexa, asyrolog Václav Hazuka či Bedřich Hrozný, který je znám rozluštěním chetitštiny. Největší zastoupení měla československá religionistika na poli indologie, již reprezentovali Vincenc Lesný, Leopold Procházka či sám Otakar Pertold.
S příchodem roku 1948 a nastávajícího komunistického režimu nastalo pronásledování a útlak. Záviš Kalandra, autor publikací o pohanských kultech a staroslovanském náboženství, byl popraven po zinscenovaném procesu. Religionistika byla nucena ustoupit do pozadí na bezmála 40 let. Oficiálně zanikla, avšak neoficiálně našla útočiště na teologických fakultách, které pokračovaly v religionistickém výzkumu, avšak v omezené míře. Specializované výzkumy náboženství však pokračovaly. Významná byla opět egyptologie, zastoupena v Zbyňku Žábovi a Miroslavu Vernerovi, či indologie, reprezentovaná osobností Dušana Zbavitele.
Československá religionistika přežívala i v emigraci, ale vzhledem k dobovému pozadí není považována za československou. K emigrantům patřili např. indolog Karel Werner, orientalista Jaroslav Krejčí či egyptolog Jaroslav Černý.

### Česká religionistika

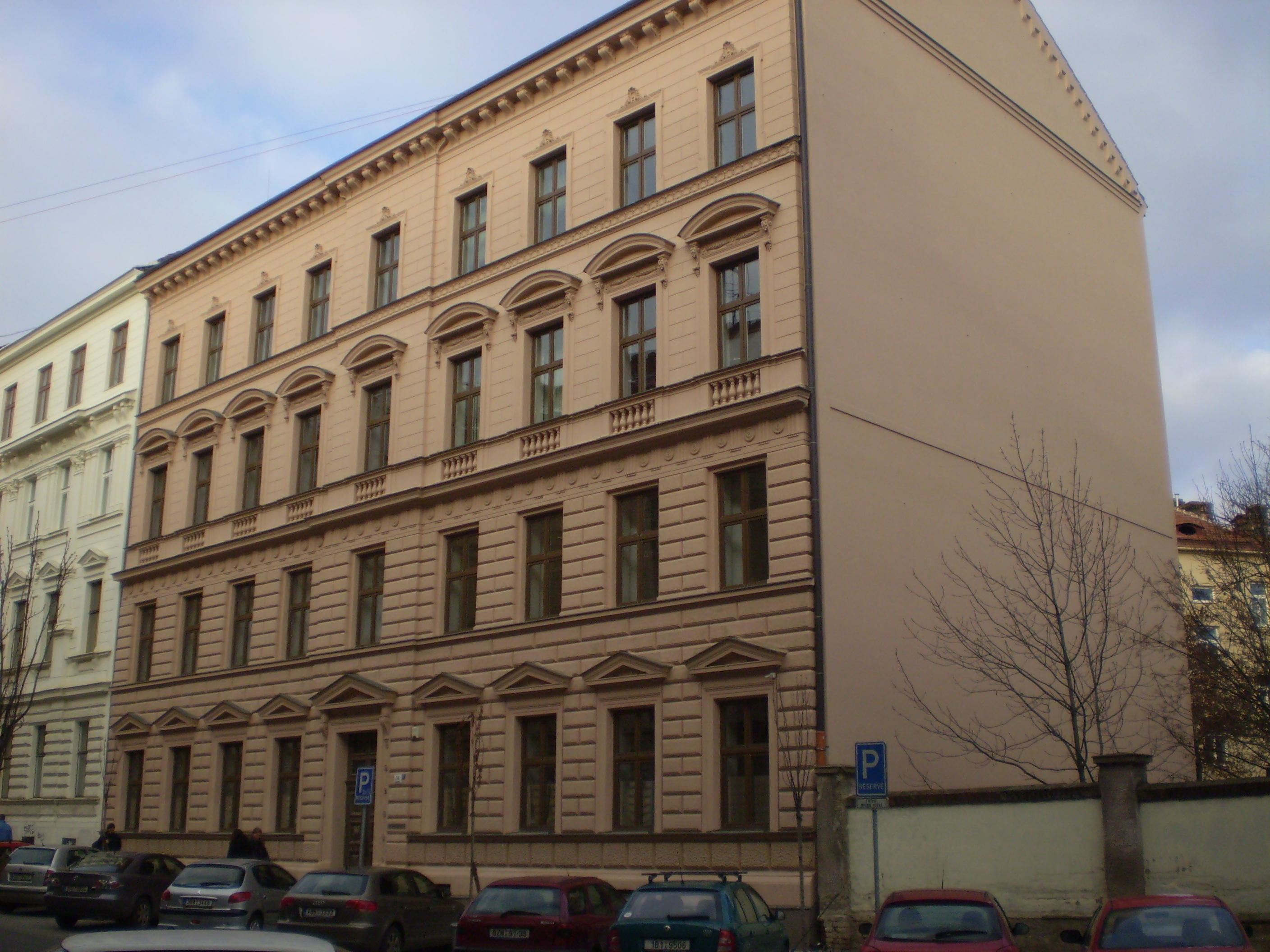
Budova J Filozofické fakulty Masarykovy univerzity v Brně, sídlo České společnosti pro religionistiku

Po roce 1989 u nás religionistika opět ožila. V roce 1990 byla založena Společnost pro studium náboženství, později přejmenovaná na Českou společnost pro studium náboženství (ČSSN) (dnes nese název Česká společnost pro religionistiku). Do jejího čela se postavil Jan Heller (dalšími předsedy společnosti byli Břetislav Horyna, David Václavík a Tomáš Bubík). Ještě v roce 1990 byla uspořádána v Liblicích 1. konference, která měla za úkol zhodnotit současný stav a možnosti religionistiky v Československu. Téhož roku byla Česká společnost pro studium náboženství přijata za člena The International Association for the History of Religions (IAHR). Od roku 1993 ČSSN vydává dvakrát ročně časopis Religio: Revue pro religionistiku. Dalším vědeckým časopisem, který je vydáván v rámci české religionistiky, je časopis Pantheon vydávaný od roku 2006. Když roku 1993 Jan Heller odstoupil z vedoucí funkce ČSSN, nahradil ho Břetislav Horyna. Mezi 7.–11. zářím roku 2008 se v Brně konala vůbec první konference Evropské asociace pro studium náboženství v České republice.
Jako první byl obor religionistika otevřen roku 1992 na Ústavu religionistiky Filosofické fakulty Masarykovy univerzity v Brně, kde v současné době sídlí i Česká společnost pro religionistiku. Dále jsou pracoviště v Praze na Filozofické fakultě Univerzity Karlovy, Husitské teologické fakultě Univerzity Karlovy, v Pardubicích na Filozofické fakultě Pardubické Univerzity, v Olomouci na Filozofické fakultě Univerzity Palackého a nově v Českých Budějovicích na Teologické fakultě Jihočeské univerzity.
Jako předmět se religionistika vyučuje například v Hradci Králové, Ostravě či Ústí nad Labem.

### Slovenská religionistika
Religionistika na Slovensku byla jako první vyučována na Filozofické fakultě Bratislavské univerzity v akademickém roce 1990/1991 jako předmět společného základu. O dva roky později byla otevřena jako samostatný obor. V roce 1993 byla ustanovena „Slovenská společnost pro studium náboženství při SAV“ (Slovenská spoločnosť pre štúdium náboženstiev pri SAV). V letech 1995/1996 vznikla na FF UK v Bratislavě samostatná katedra srovnávací religionistiky (Katedra porovnávacej religionistiky). V současnosti je slovenská religionistika zastoupena badateli jako Ján Komorovský, Milan Kováč či Attila Kovács.

## Vztah k teologii
Teologie se obecně chápe jako nauka (řeč) o Bohu. Z toho plyne, že vlastním předmětem teologie je Bůh. Předmětem religionistiky je náboženství ve všech možných podobách a projevech. Pokud teologie vychází z existence Boha, pak religionistika usiluje o vědecké zkoumání náboženství a jejich vzájemné porovnávání bez ohledu na to, které náboženství je pravdivé a které ne. Rozhodovat o „pravdivosti“ či „nepravdivosti“ náboženství nepatří do kompetence religionistiky. Ta se snaží přistupovat k náboženství bez předsudků. Religionista je především odborník na náboženské věci a teolog především náboženský specialista.

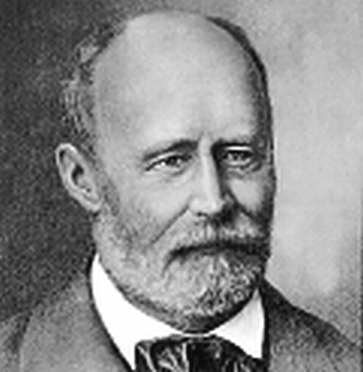
Paul de Lagarde (1827–1891), jeden z hlavních představitelů německé tzv. náboženskohistorické školy

Vztah religionistiky a teologie se diskutuje od konce 19. století. Franz Overbeck a Paul de Lagarde, představitelé tzv. náboženskohistorické školy (religionsgeschichtliche Schule), tehdy vystoupili s tvrzením, že křesťanská teologie nemůže být vědou, protože nikdy nedostojí požadavku na bezpředsudkovost. Požadovali zrušení teologických fakult, na jejichž místo měly nastoupit religionistické katedry či dokonce fakulty a argumentovali závislostí teologických fakult na církvi a z toho plynoucí předpojatostí. Jejich postoj byl ovlivněn dobovým filozofickým pozitivizmem, protestantskou teologií a procesem sekularizace.
Jiný významný představitel náboženskohistorické školy Ernst Troeltsch přišel s myšlenkou, že křesťanství sice je nejlepší náboženství, ale nepřekračuje své hranice. Snažil se založit teologii na širší a obecnější základně, totiž na obecné teorii náboženství v jejich dějinném vývoji, a slučoval tak prvky teologie i religionistiky. Není proto divu, že dvojakost zaměření Troeltschovy školy vzbudila kritiku z teologické i religionistické strany. Názory historickonáboženské školy dopomohly k novým diskuzím mezi religionisty a teology, které byly prospěšné oběma stranám a trvaly až do konce 20. let 20. století.
Zlom nastal v okamžiku, kdy se objevil Karl Barth. Podle jeho koncepce jsou všechna náboženství lidským výtvorem, jen křesťanství je Božím Zjevením, tudíž nemůže být jako náboženství zkoumáno. Religionistika se nemá vyjadřovat k předmětu teologie, kterým je Zjevení, a na druhé straně snahy o konstituování teologie na religionistických základech vzbuzují jen „odpor a hněv“. Po odeznění barthovského vlivu se začaly objevovat nové teologické postoje, vesměs nakloněné mezináboženskému dialogu. Rozhodující pro změnu teologických postojů byl Druhý vatikánský koncil.
V soudobé religionistice platí, že religionistika a teologie nejsou partnery ani nepřáteli, ale dvěma samostatnými obory, které disponují navzájem nezaměnitelnými racionalitami.

## Název

### Religio
Význam slova religio je široký a již v pozdní antice byl sporný. Podle Břetislava Horyny tento pojem „zahrnuje péči o kultické záležitosti, plnění náboženských příkazů, náboženskou svědomitost, starostlivost, strach, úzkost až pověrečnou úzkost, ale také víru a zbožnost jako postoj člověka k božskému.“
Etymologie slova religio také není jasná. Cicero ve své knize De natura deorum religio odvozoval od slova relegere (sebrat, znovu sebrat, brát na něco ohled). Lactantius vyšel ze slova religare (svazovat, znovu svazovat, spojit), čímž měl na mysli vztah člověka k bohu.

### Religionistika
Ve světě panují odlišné názory na to, jak by se měl vůbec obor, který zkoumá náboženství, jmenovat. V německé terminologii je to Religionswissenschaft a ve francouzské Sciences de la religion. V českém prostředí se nejdříve mluvilo o srovnávací vědě náboženské, než se ujal název religionistika.
Problém je u anglického názvu oboru. Běžně se užívají názvy science(s) of religion(s), comparative (study of) religion(s), history (study) of religion či religious studies. Někteří autoři přitom zdůrazňují, že „náboženství“ (angl. religions) je myšleno v množném čísle, což v českém překladu nelze uplatnit. Max Müller použil názvu science of religion. Je pravděpodobné, že tak chtěl zdůraznit vědeckost nového oboru; jeho název se však nikdy neujal. Existují rozdíly amerického a britského chápání jednotlivých pojmů v názvu a různých postojů, jaké jsou k religionistice zaujímány.

### Religionistické organizace
- Česká společnost pro kognitivní studium kultury
- Česká společnost pro religionistiku
- Sekce sociologie náboženství Masarykovy české sociologické společnosti
- (anglicky) AAR American Academy of Religion
- (anglicky) CSSR The Council of Societies for the Study of Religion
- (anglicky) EASR European Association for the Study of Religions
- (anglicky) IAHR International Association for the History of Religions
- (anglicky) NAASR North American Association for the Study of Religion
- (anglicky) SSSR Society for the Scientific Study of Religion

### Akademická pracoviště
- Katedra religionistiky Evangelické teologické fakulty UK
- Katedra religionistiky Husitské teologické fakulty UK
- Katedra religionistiky Filozofické fakulty UP
- Ústav filosofie a religionistiky Filosofické fakulty UK
- Ústav religionistiky Filozofické fakulty MU

### Religionistická periodika
- Pantheon, religionistický odborný časopis vydávaný Univerzitou Pardubice
- Popularizační časopis Dingir
- Religio: Revue pro religionistiku, odborný časopis vydávaný Českou společností pro religionistiku
- Sacra, studentský religionistický odborný časopis vydávaný studenty ÚR FF MU

### On-line religionistické práce
- David Sbíral: religionistika
- (anglicky) Studying Religion: An Introduction

### Jiné
- Centrum pro religionistiku a multikulturní edukaci Archivováno 7. 5. 2021 na Wayback Machine.
- Společnost pro studium sekt a nových náboženských směrů
- Religionistické poradenské centrum
- Večerní akademie religionistiky – přednášky pro veřejnost
- Webový rozcestník Religionistika.cz